# 明里あゆみ
明里 あゆみ（あかり あゆみ、2月26日 - ）は、日本プロ麻雀連盟に所属するプロ雀士。大阪府出身。

## 人物
愛称は「でんぱ系雀士」。
2013年に開催された麻雀ブルエンプレストーナメントにて、プロとしてのキャリアが半年に満たない中、和泉由希子や石井あやといった強豪を抑え準優勝の成績を残した。

## 獲得タイトル
- 麻雀ブル エンプレストーナメント 準優勝